# Линден, Зинаида Владимировна
Зинаи́да Владимировна Линде́н (швед. Zinaida Lindén, урождённая Ушако́ва; род. 29 декабря 1963, Ленинград, СССР) — российский и финляндский прозаик, публицист, автор рассказов и нескольких романов. Пишет на шведском и русском языках. Лауреат премии Рунеберга (2005).

## Биография
Родилась 29 декабря 1963 года в Ленинграде. В 1986 году окончила филологический факультет Ленинградского университета, где получила диплом скандинависта по специальности «Шведский язык и литература». Работала гидом, переводчиком, изучала творчество Андрея Тарковского и Ингмара Бергмана в Ленинградском институте театра, музыки и кино.
В 1990 году вышла замуж за гражданина Финляндии, физика, в 1991 году переехала в Финляндию. В 1991—1995 годах жила в столичном регионе, с 1995 года живёт с семьёй в Турку. Много времени проводит в Санкт-Петербурге. Имеет тесные связи с Японией, где проживала с 1999 по 2000 годы и часто бывала впоследствии.
Имеет двоих детей.

## Творчество
Первая книга, сборник рассказов Överstinnan och syntetisatorn («Полковница и синтезатор»), была опубликована в 1996 году; этот сборник в 1997 году был удостоен премии Общества шведоязычной литературы Финляндии.
Линден стала первым в Финляндии автором иностранного происхождения, удостоенным в 2005 году престижной литературной премии Рунеберга за роман I väntan på en jordbävning («В ожидании землетрясения»). В решении жюри было отмечено, что «в своём романе Линден отразила те необратимые изменения, которые произошли в системе ценностей человечества всего лишь за несколько десятилетий». Писательница отмечена также премией Suomi («Суоми»), учреждённой Министерством культуры страны. Лауреат Премии Шведского Литературного общества (1997, 2005, 2014, 2017). Рассказ «Танцующая на канате» получил I место в финском конкурсе новеллы в Ювяскюля (2009).
Сотрудничает со многими газетами и журналами. С 2001 года — колумнист газеты Hufvudstadsbladet (отдел культуры). Кинорецензент. Пишет о премьерных фильмах в шведоязычных газетах Финляндии.
Член Союза шведоязычных писателей Финляндии (с 2001 года) и Союза писателей Санкт-Петербурга (с 2015 года).
Рецензии на творчество писательницы и интервью с ней печатались в Helsingin Sanomat, Aamulehti, Turun Sanomat, Hufvudstadsbladet в Финляндии, в газетах Dagens Nyheter и Svenska Dagbladet в Швеции, в «Литературной газете» в России. В 2006 году финским режиссёром Яри Кокко был снят документальный фильм о писательнице — Den flytande bron — Zinaida Linden, författare («Плавучий мост»).
Её проза переведена на финский, хорватский, словацкий, английский, немецкий, венгерский, французский и датский языки. Рассказы З. Линден опубликованы по-русски (русская версия автора), в частности, в журналах «Север» и «LiteraruS», в сборнике «Времени голоса» в США, в журнале «Зинзивер», в альманахе «Под небом единым», в эстонском электронном журнале «Новые облака». В июле 2014 года журнальный вариант её романа «Такакирвес — Токио» был опубликован в журнале «Новый мир» под названием «По обе стороны». В июне 2015 года Радио России (передача «Литературные чтения») сделало инсценировку в пяти частях по рассказам из сборника «Танцующая на канате».
Линден известна также как переводчик на русский язык таких финских шведоязычных писателей, как Клас Андерссон, Моника Фагерхольм, Мартин Энкелль и Чель Вестё. В 2008 году в переводе Линден была издана «История Финляндии» профессора Хенрика Мейнандера (Москва, издательство «Весь Мир», 2008). В 2014 году издательство «Весь Мир» издало в её же переводе книгу Мейнандера «Финляндия 1944 год».
Трудности, связанные с переездом в Финляндию, по словам Линден, сделали из неё прозаика (в юности она писала стихи), а годы, прожитые в Японии, помогли ей найти равновесие между разными культурами.
В 2017 году в Петербурге издательством Пушкинского Фонда опубликована антология поэзии женщин Финляндии «Голос женщины». Переводчики стихов и составители: Элеонора Иоффе и Зинаида Линден.
Творчеству Зинаиды Линден посвящена статья Алексея Вострова «На грани культур», напечатанная в журнале «Вопросы литературы» (2015, № 6).